# Bentley Turbo R
Bentley Turbo R byla postavena 1985–1998. Bentley Turbo R byl jako Rolls-Royce Silver Spirit.

## Statistické údaje
- 1985–1995 Original Turbo R: 5864
  - Short wheelbase: 4653
  - Long wheelbase: 1211
- 1994–1995 Turbo S: 50
- 1995–1997 New Turbo R: 1366
  - Short wheelbase: 543
  - Long wheelbase: 823
- 1997–1998 Turbo RT: 50

## Fotografování

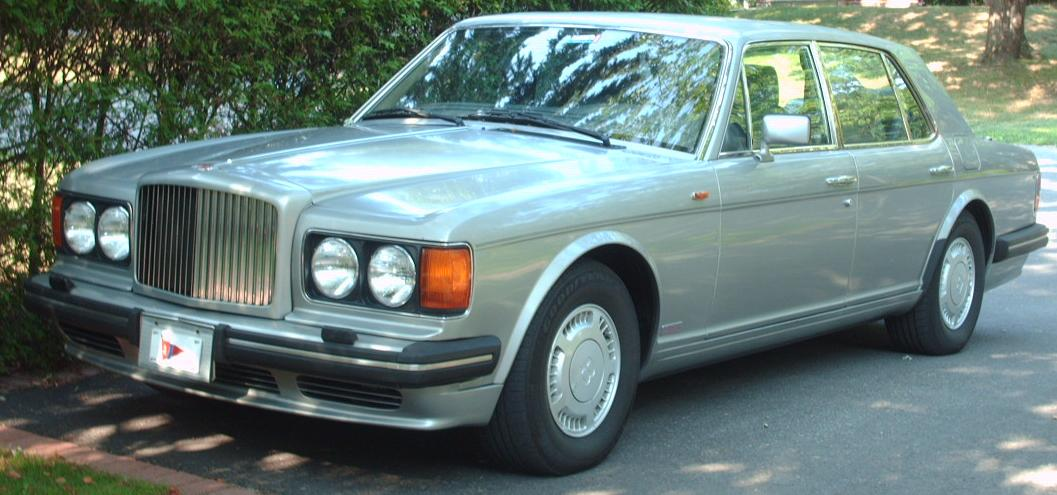
Bentley Turbo R